# Artilleri

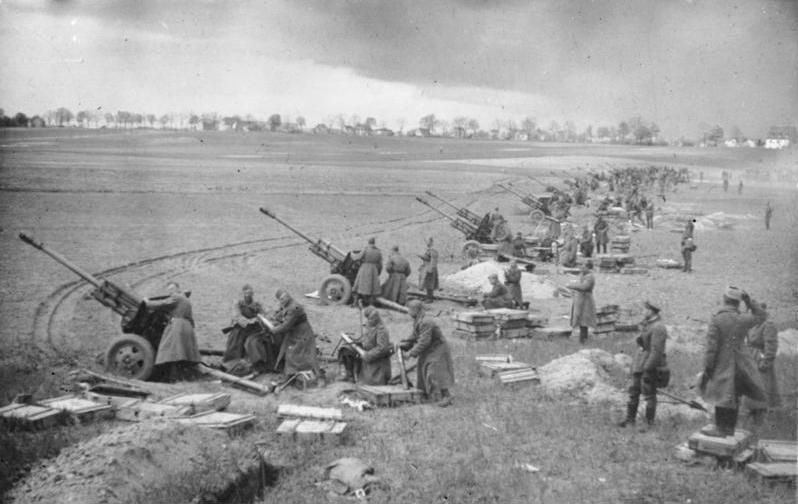
Ryskt artilleri i eldställning framför Berlin 1945.

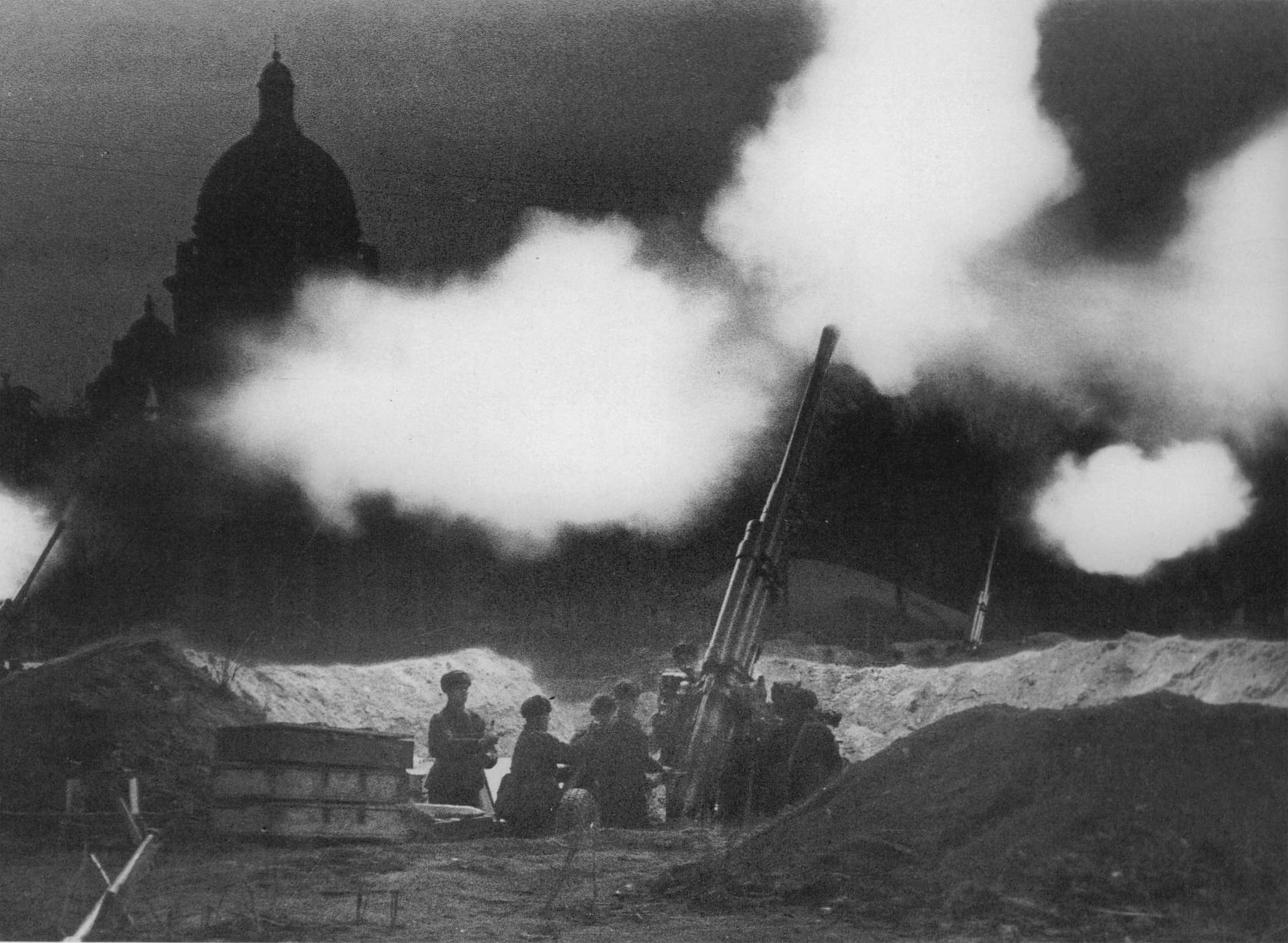
Sovjetiskt fjärrluftvärnsartilleri försvarar Leningrad, 1941.

Artilleri är en samlingsbenämning för tyngre eld- och kastvapen. Vapnen benämns pjäser. Allt efter användningen skiljer man i regel mellan fält-, fästnings-, fartygs- och luftvärnsartilleri. Det truppslag inom armén som använder sig av och betjänar dessa vapen kallas artilleriet och den allmänna befattningen kallas artillerist. Man har traditionellt skilt mellan sjöartilleri inom flottan och landartilleri inom armén.
Inom svenska försvaret tillkom en fast organisation för artilleriet under 1500-talet. En del av artilleriet inom armén överfördes 1902 till svenska marinen där det bildade kustartilleriet. 1928 bildades det första särskilda luftvärnsregementet inom svenska försvaret och 1942 blev det ett eget truppslag.
Det manskap som avdelas till en artilleripjäs för att sköta den kallas kanonservis (eller bara servis), eftersom manskapet "serverar" (betjänar) pjäsen. 

## Historik
Åtminstone sedan 400-talet f. Kr. har maskinartilleri med blidor, ballistor och skorpioner. Kanonen introduceras på 1100-talet i Kina. Under 1500-talet börjar man skilja mellan belägringsartilleri som oftast sköts med krökta banor och fältartilleri med flackare skjutbanor. Först under 1800-talet förändrades situationen då spränggranater och förbättrad skjutlängd gjorde att fältartilleriet kunde placeras i skyddade tillbakadragna ställningar. Fram till 1800-talet användes snarlika pjäser inom sjöartilleriet som fältartilleriet. Under 1900-talet infördes motoriserat artilleri, luftvärnet infördes som ett eget vapenslag, senare även artilleribandvagnar och robotartilleri.

## Pjästyper

### Eldrörsartilleri

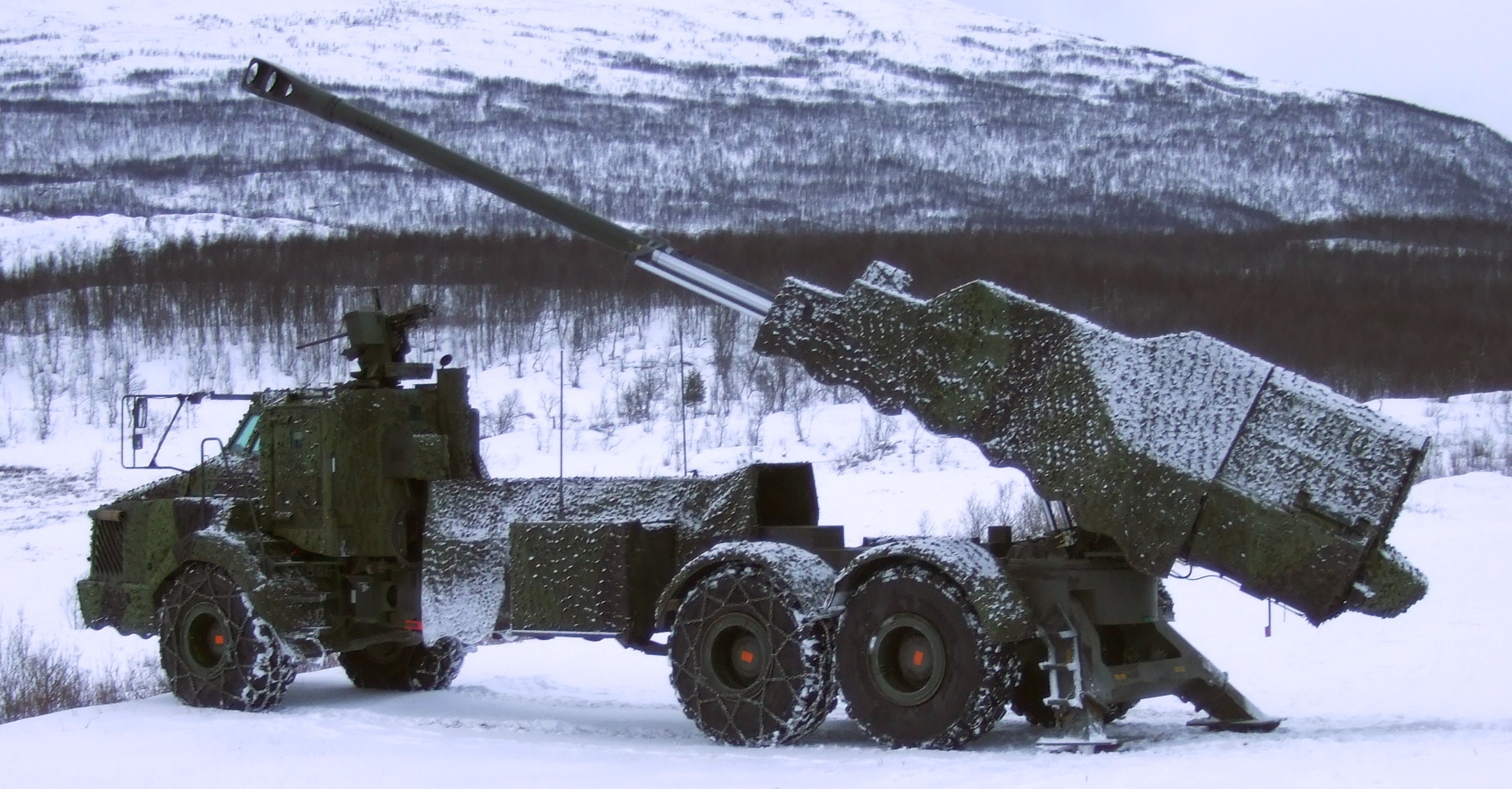
Modernt självgående eldrörsartilleri.

Eldrörsartilleri är ett samlingsnamn för artilleri som skjuter granater (artillerigranater) ur eldrör för bombardering(en), till skillnad mot raketartilleri som skjuter raketer (artilleriraketer) ur så kallade raketställ. Även om raketställ kan innefatta "eldrör", då istället kallade rakettuber (jämte torpedtuber), avser eldrör här sådana eldvapen som skjuter ammunition med bakomliggande drivladdning.
Typexempel på eldrörsartilleri är bland annat:
- Bombard
- Granatgevär
- Granatkastare
- Haubits
- Kanon
- Mörsare

### Raketartilleri

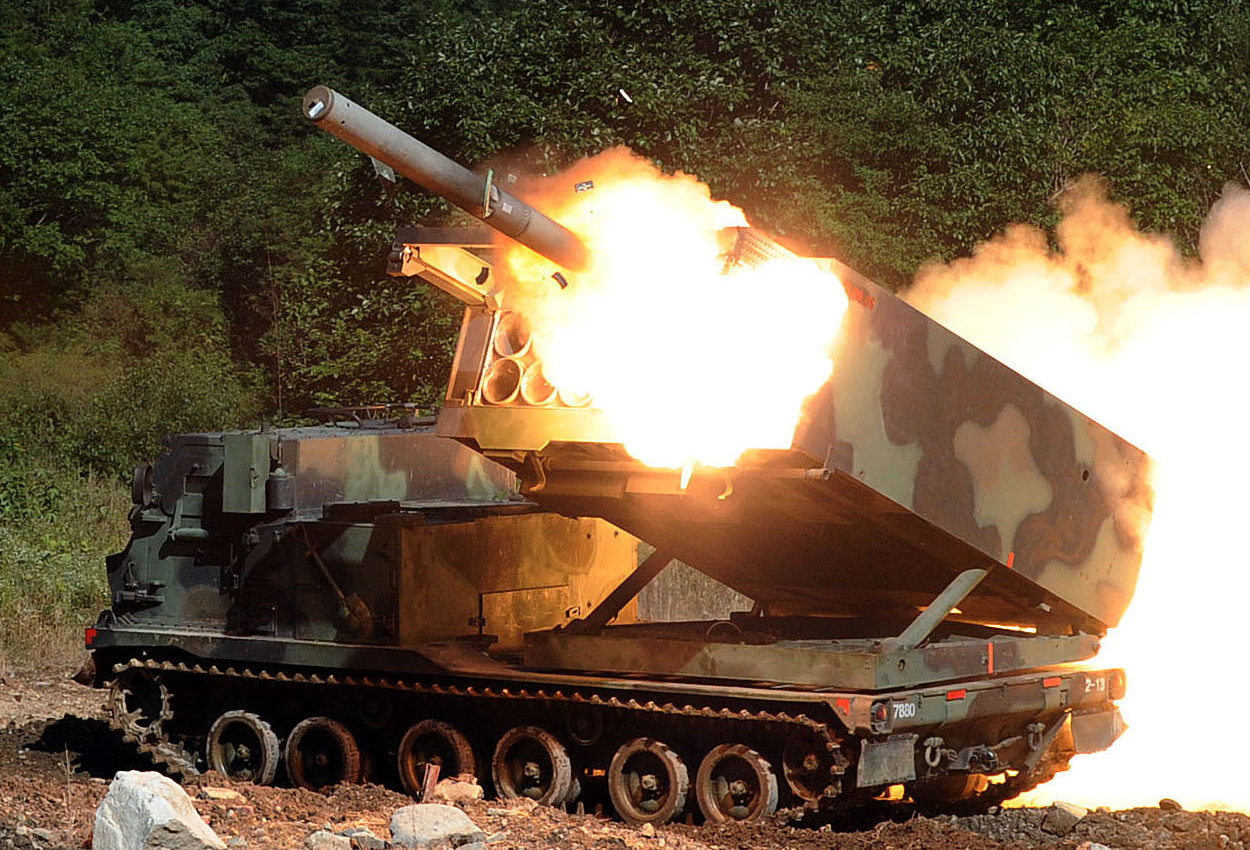
Modernt självgående raketartilleri.

Raketartilleri är ett samlingsnamn för artilleri som skjuter raketer (artilleriraketer) ur så kallade raketställ för bombardering(en), till skillnad mot eldrörsartilleri som skjuter granater (artillerigranater) ur eldrör. Även om raketställ kan innefatta "eldrör" så kallas de istället rakettuber om de avfyrar projektiler med inbyggd raketmotor utan bakomliggande initialladdning (jämför torpedtuber vars projektiler har inbyggd drift). Därmed räknas varken reatiler (som har inbyggd raketmotor men avfyras med bakomliggande initialladdning) eller impulsprojektiler (som har inbyggd drivladdning likt en raket men som förbränns helt i ansättningsläget) till raketartilleri.
Raketartilleri brukar även vara utformad som salvpjäser med flertalet skjutanordningar, jämte eldrörsartilleri som traditionellt enbart har ett eldrör per vapen.
Typexempel på raketartilleri är bland annat:
- Raketartilleripjäs
- Antiubåtsraketpjäs (typ 37,5 cm aurakpjäs M/50)

## Värntyper

### Fästningsartilleri
Fästningsartilleri är artilleri avsett för land- eller kustfästningar. Både fasta och rörliga pjäser förekommer. De fasta pjäserna är i regel inrymda i särskilda batterivärn.

### Luftvärnsartilleri
Luftvärnsartilleri är artilleri avsett mot luftmål, alltså tyngre eldrörsvapen inom luftvärn, då främst avseende luftvärnskanoner. Begreppet används både för närluftvärn (närluftvärnsartilleri) såsom mellankalibriga vapen (20–60 mm) och fjärrluftvärn (fjättluftvärnsartilleri) såsom grovkalibriga vapen (60+ mm).

## Rörligt artilleri
Rörligt artilleri avser sådant artilleri som sitter på ett mobilt lavettage, ofta med hjul, som kan förflyttas till nya eldpositioner, jämte fast artilleri som sitter permanent placerad på sin eldposition, exempelvis som del av en fästning.
Exempel på rörligt artilleri är bland annat:

### Draget artilleri

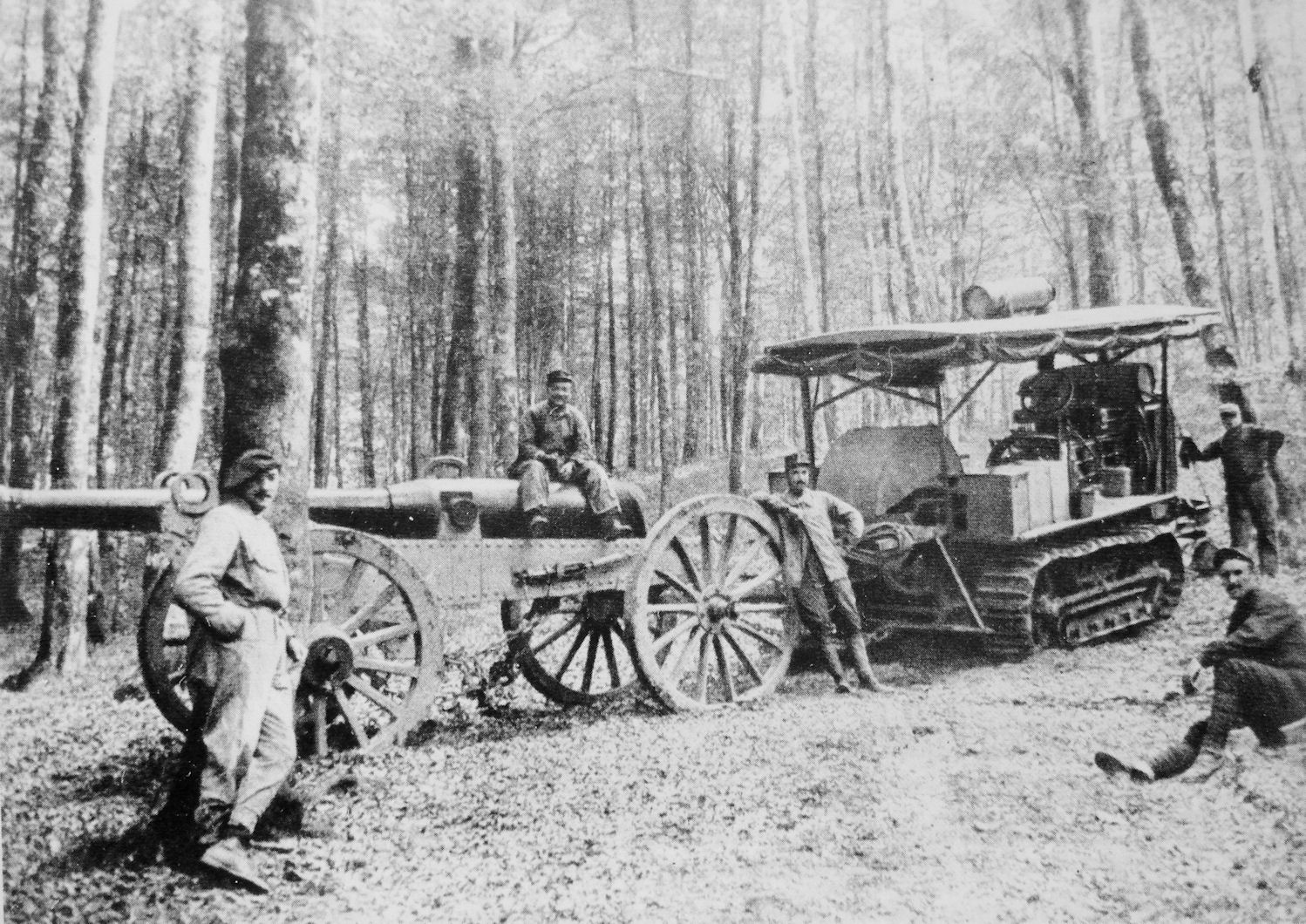
Franskt motorfordonsdraget artilleri 1915.

Draget artilleri är sådant artilleri som har hjul likt en vagn på sitt lavettage, vanligen två eller fyra, vilka ofta kan monsteras av helt eller delvis beroende på systemet i fråga. Draget artilleri bestod av hästdraget sådant, men i och med artilleritraktorns intåg under början av 1900-talet började draget artilleri indelas i hästdraget artilleri och motorfordonsdraget artilleri (i Sverige från 1920).
Trots modernisering förekom stora mängder hästdraget artilleri under både första och andra världskriget på båda sidor och i Sverige försvann de sista hästdragna batterierna först 1954 som resultat av dragfordonsbrist.

### Järnvägsartilleri

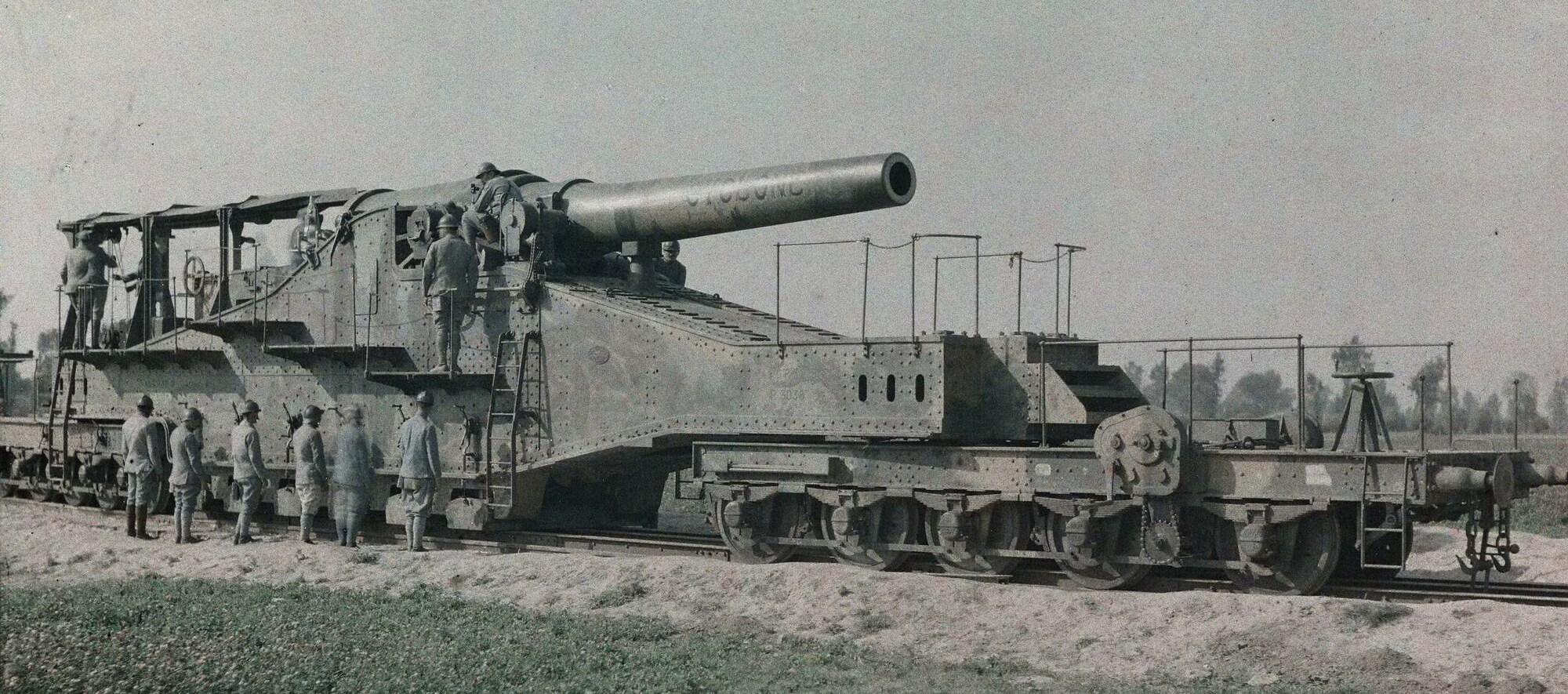
32 cm järnvägskanon från första världskriget.

Järnvägsartilleri är artilleripjäser som transporteras och avfyras från specialbyggda järnvägsvagnar. De är ofta mycket tungt artilleri med grov kaliber som inte praktiskt kan transporteras på annat vis än via järnväg.

### Självgående artilleri
Självgående artilleri, även kallat mobilt artilleri, är artilleripjäser som består av ett artillerivapen monterat på ett självgående chassi, som förflyttar sig till och från strid samt mellan eldpositioner för egen kraft, istället för att dras dit av dragfordon såsom artilleritraktorer eller för hand.

## Landartilleri
Artilleri hos markstridskrafterna:

### Fältartilleri

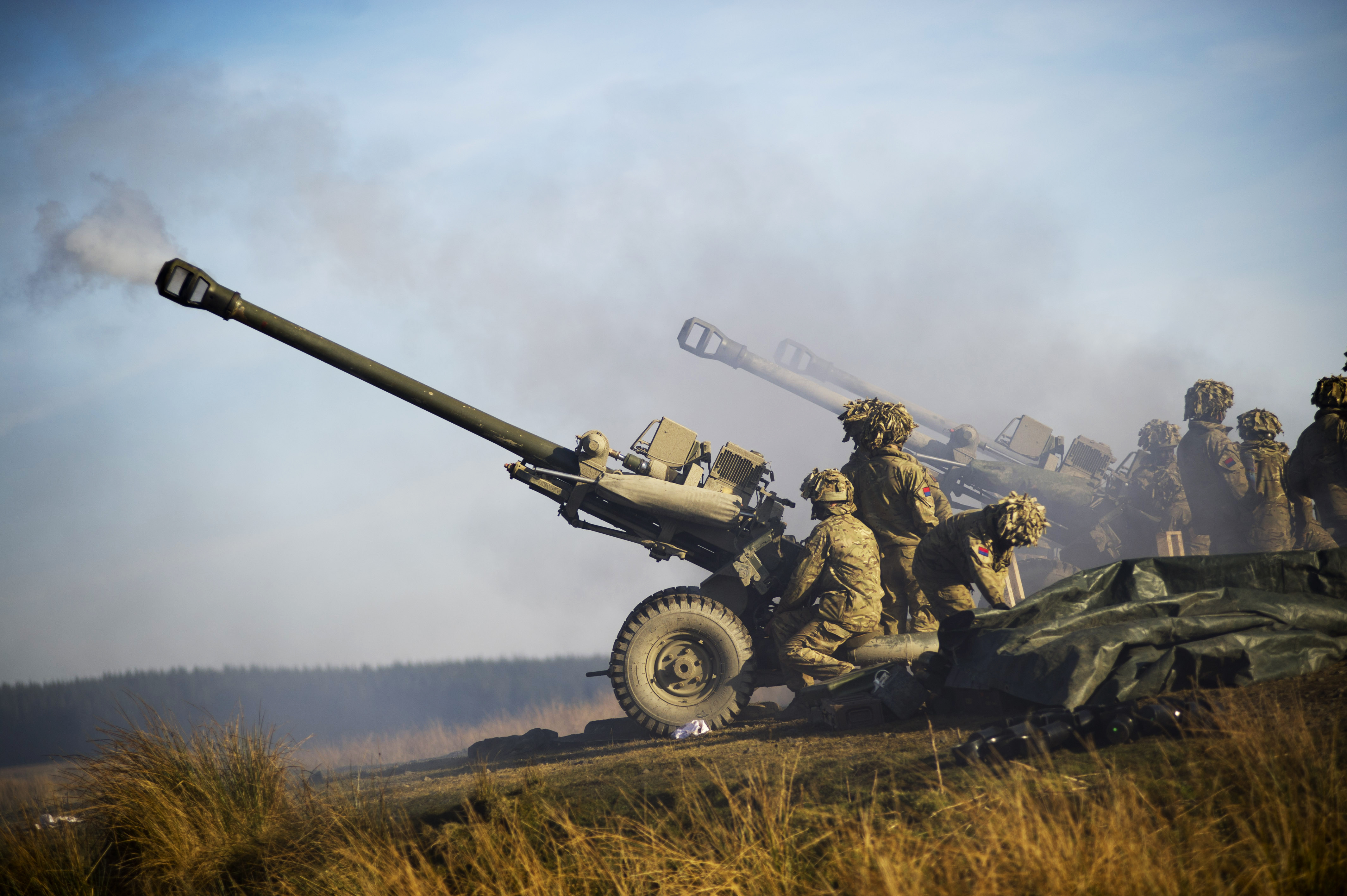
Modernt fältartilleri.

Fältartilleri är artilleri som är organiskt tilldelat en försvarsmakts rörliga markstridskrafter, traditionsenligt kallad fälthär (därav förledet), och dess rörliga markstridsförband,  så kallade fältförband, avsett att uppträda tillsammans med och/eller understödja dessa. Av detta är fältartilleri traditionellt mycket rörligt och i modern tid ofta självgående.
Icke självgående fältartilleri är i många fall försedda med så kallad fältlavett (militärförkortning: fältlav), vilka har hjul (traditionellt fyra) för enkel förflyttning som sedan monteras av eller fälls upp vid uppsättning för eld, så kallad fältuppställning.

### Positionsartilleri
Positionsartilleri är som regel ett artilleri som har till uppgift att försvara eller bidra till anfall mot viktiga ställningar eller positioner. Denna typ av artilleri har därmed en större verkan eller slagkraft än fältartilleriet. Positionsartilleriet är även rörligt och kan medfölja armén och då särskilt infanteriet vid förflyttningar.

### Ridande artilleri
Ridande artilleri var en typ av lätt och mobilt artilleri som försåg europeiska arméer med rörligt eldunderstöd från början av 1600-talet till tidigt 1900-tal. De utgjordas av beridna artillerister och hästdraget artilleri.

## Marinartilleri
Artilleri hos sjöstridskrafterna:

### Kustartilleri

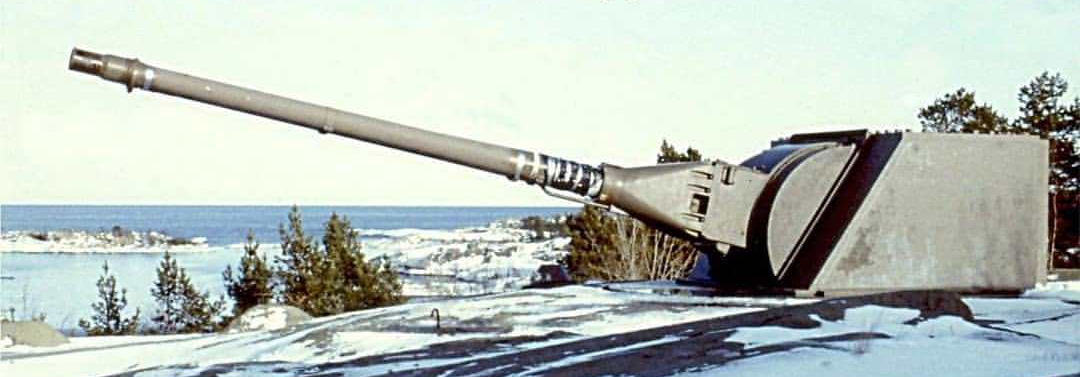
Bofors 105 mm kustautomatkanon L/54

Kustartilleri är som regel en militär organisation med uppgift att försvåra kustinvasion, främst bestående av kustbelägna vapensystem och deras personal. Vapensystemen består bland annat av rörliga och fasta pjäser, såsom kustkanoner och kustrobotar, men även kustminor i minspärrar med mera.
Innan modern tid bestod kustartilleri främst av fasta tungt skyddade befästningspjäser i kanontorn, kaponjärer och dylikt med utsikt över det vatten som ska värnas. I och med framtagandet djupträngande bomber och granater, långdistansrobotar och liknande vapen efter andra världskriget blev sådana värn snabbt föråldrade, varav kustartilleri gick över till gömda kamouflerade anläggningar baserade under jord, då även med egna robotvärn, så kallade kustrobotsystem. Mot kalla krigets slut ersattes dock även flertalet av dessa med nya koncept byggda på rörligt artilleri.

### Sjöartilleri

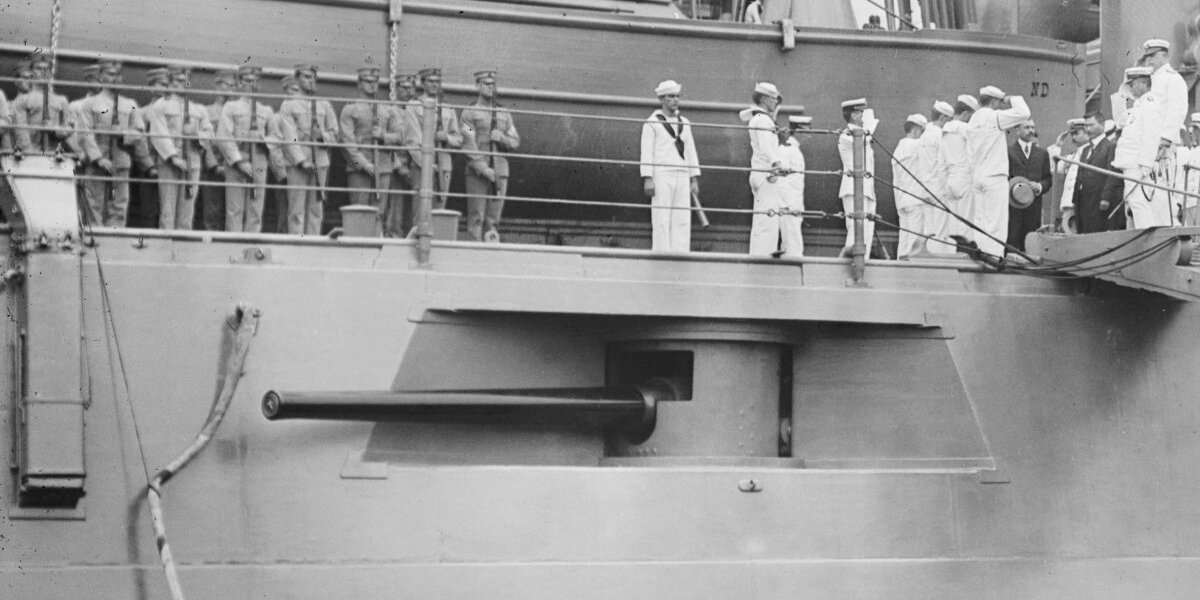
Sjöartilleri i kasematt ombord pansarkryssaren USS North Dakota.

Fartygsartilleri är den typ av artilleri som finns på fartyg, framför allt örlogsfartyg. De kan vara belägna i kanontorn, kasematter, batteridäck eller övre däck.